# Figli del patto
I Figli del patto erano un gruppo proto-monastico caratteristico del cristianesimo siriaco antico.

## Storia
Fin dalle origini il cristianesimo siriaco si caratterizza per una peculiare tendenza ascetica, per non dire encratita, (si pensi solo all'opera di Taziano o agli Atti di Tommaso). Un'istituzione che caratterizza il cristianesimo siriaco dei primi secoli è la comunità dei cosiddetti Figli e delle Figlie del Patto, raggruppamenti di continenti diffusi in Siria, Mesopotamia e Persia. Il patto in questione, qyāmā (ܩܝܵܡܵܐ) in siriaco, fa riferimento alla vigilanza richiesta nell'attesa della parusia del Cristo. Vi è quindi una sensibile tensione escatologica a monte di una prassi ascetica che si ispira al concetto di cittadinanza angelica (Lc 20, 35-36). Con il termine Iḥidāyā (solitario') viene designato il fedele che accetta il patto: la parola assomma in sé l'idea di distacco del monachos greco, ma anche quella dell'unità, dell'essere "uno in sé", riconducibile al concetto di monotropia.

## Sviluppi successivi
Il passaggio dall'ascetismo dei Figli del Patto al monachesimo vero e proprio appare segnato da alcuni mutamenti significativi: il trasferimento dall'area urbana alle regioni desertiche, l'accezione più propriamente monastica del termine Iḥidāyā, la tensione con l'istituzione ecclesiastica. Si assiste inoltre a una teorizzazione dell'ascensione spirituale intesa come percorso a tappe: sarà Giovanni il Solitario (V secolo), nel suo Dialogo sull'anima e le passioni degli uomini, a far corrispondere tali gradini - con annessi i diversi ordini di rinunce e di pratiche ascetiche - alle tre componenti della persona umana: somatica, psichica, spirituale (tripartizione che si ritrova in Paolo, 1 Ts 5,23, e in sistemi sia gnostici sia ortodossi, con diverse accezioni).
Una specificità, destinata a divenire celebre, del monachesimo siriaco è il suo carattere estremo. A tal proposito, non si può non menzionare la ricca testimonianza fornita dalla Storia Filotea (444 ca.) di Teodoreto di Cirro. In essa, lo storiografo presenta la biografia e il ritratto dei grandi protagonisti del monachesimo di Siria, che egli significativamente chiama «atleti della virtù». Nel farlo, insiste particolarmente sul carattere eccezionale delle loro prodezze ascetiche, nonché sulla varietà dei regimi di vita adottati: ipetrismo (vivere all'aria aperta), dendritismo (vivere dentro le cavità degli alberi), stilitismo (vivere sopra una colonna, stile di ascesi iniziato dal celeberrimo Simeone lo Stilita, 390 ca.-459), clausura e così via. Alcuni si spingono sino a procurarsi delle ferite cui impediscono di rimarginarsi, sì da ricordare simbolicamente la ferita di un cuore punto dall'amore di Dio. Una simile rappresentazione evidenzia il carattere penitenziale del movimento, che si caratterizza inoltre per una concezione sovente negativa del lavoro, interpretato come effetto della punizione di Adamo. Tale posizione è parsa a diversi studiosi un segno di vicinanza alle correnti messaliane, peraltro diffusissime in Siria e nella Persia sasanide. Si definisce un paradigma: nella scelta di un'ascesi eccezionale, il solitario si distingue per la sua pietà al punto da esser riconosciuto detentore di doni soprannaturali: allora raccoglie discepoli e diviene un punto di riferimento per il popolo, al punto di diventare addirittura meta di pellegrinaggi.
Se L'anacoretismo rimane la forma più rappresentata alle origini, il cenobio e la laura si diffondono ben presto anche in questa regione, come testimoniato da una fonte più tarda, la Vita dei santi orientali di Giovanni da Efeso. L'autore, un monofisita, insiste meno sulle prodezze ascetiche dei monaci che sul ruolo sociale e politico del santo, divenuto ora anche un campione dell'ortodossia.